# Průplav Varna–Devňa
Průplav Varna–Devňa (bulharsky Канал Варна – Девня, Kanal Varna – Devňa) je systém hlubokých vodních cest (2 průplavy a 2 jezera) ve Varenské oblasti v severovýchodním Bulharsku .
Spojuje města Varna (na východě) a Devňa (na západě), začíná u Černého moře ve Varenském zálivu a prochází Varenským a Beloslavským jezerem, kolem města Beloslav a několika vesnic. Celková délka vodní cesty je 22 kilometrů. Podél jeho břehů byla vybudována řada přístavů. Mezi Varenským zálivem a Varenským jezerem umožňuje průplav plavbu námořních lodí v obou směrech. U ústí do moře se cesty vzdalují a vytvářejí největší umělý ostrov v Bulharsku (o rozměrech cca 3 kilometry × 900 metrů), místně nazývaný Ostrov. Přes něj vede Asparuchův most. Tato část, nazývaná Průplav č. 1, byla vyhloubena v letech 1970 až 1976. Oficiálně byl otevřen 1. září 1976. Průplav č. 2 z Varenského jezera do Devni byl vyhlouben v letech 1976–1978.

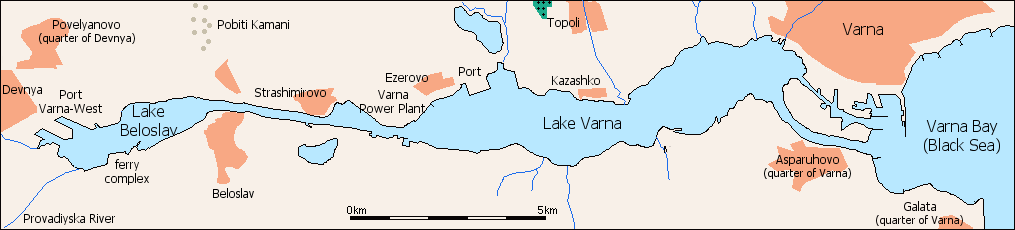
Úseky průplavu (zprava doleva): Průplav 1 (obousměrný: severovýchodně a jihozápadně od ostrova Ostrov), Varenské jezero, Průplav 2, Beloslavské jezero

## Dějiny

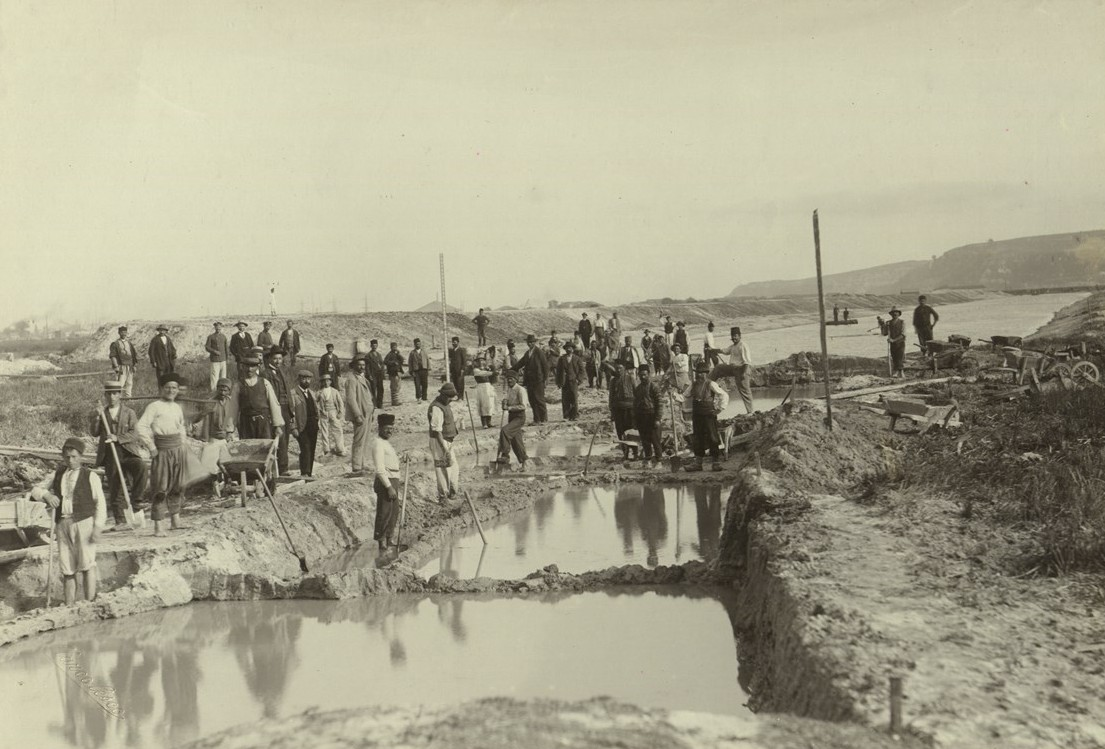
Výstavba dočasného kanálu Varenský záliv – Varenské jezero, 1895 – 1906

Úvahy o prokopání kanálu mezi jezery existovaly již od 18. století. První projekt vypracovali místní Bulhaři a osmanský sultán Abdul Medžid I. jej v roce 1847 zamítl. Informaci o tom zveřejnil britský spisovatel Charles Dickens, který působil během krymské války (1853–1856) ve Varně jako válečný zpravodaj.
K prokopání tzv. dočasného kanálu se přistoupilo záhy po získání samostatnosti Bulharska. Práce probíhaly od roku 1895 do roku 1921, přičemž nejprve se pomocí plovoucího bagru propojilo Varenské jezero s Varenským zálivem, což trvalo do roku 1906 a hladina jezera se snížila o 1,4 m. Poté se převážně ruční prací prorazil písečný nános na konci Beloslavského jezera. Tím se jeho hladina snížila o 2,2 m.
Myšlenku vodní cesty až do Černého moře splavné pro námořní lodě prvně zformuloval Atanas Iširkov v roce 1931. V okolí se vyskytovaly suroviny vhodné k průmyslovému zpracování a terén podél břehů Beloslavského jezera byl příznivý k výstavbě továren. V souladu s politikou plánovaného hospodářství uplatňovanou komunistickým vedením země bylo rozhodnuto vybudovat hluboký plavební kanál a propojit sladkovodní Beloslavské jezero s Varenským jezerem a odtud s Černým mořem. Tato vodní cesta byla vybudována v 70. letech 20. století. 